# Carlos Machado de Bittencourt
Carlos Machado de Bittencourt (Porto Alegre, 12 aprile 1840 – Rio de Janeiro, 5 novembre 1897) è stato un ufficiale e politico brasiliano.

## Biografia
Figlio e nipote di militari, è stato incoraggiato fin dall'infanzia ad abbracciare la professione delle armi. Entrato nell'esercito brasiliano all'età di diciassette anni fu mandato nel 13º battaglione di fanteria nella sua città natale e si iscrive al Collegio Militare di Porto Alegre, dove ha deciso di entrare in cavalleria.
Ha preso parte alle grandi battaglie della Guerra della triplice alleanza sotto il comando di Manuel Luís Osório e Joaquim de Andrade Neves. Si distinse nella battaglia di Tuyutí, durante la quale è stato ferito. Alla fine della guerra raggiunse il grado di capitano.
Elevato al rango di brigadiere nel 1890, divenne comandante d'armi nel suo stato natale, Rio Grande do Sul. Nello stesso anno, a seguito delle dimissioni di Francisco da Silva Tavares per il governatorato di quello stato, Bittencourt assumere l'incarico. Promosso maresciallo nel 1895 e, due anni più tardi, nel 1897, a ministro della guerra nel governo di Prudente de Morais.

## Guerra di Canudos
Fu sotto il suo ministero che si è svolta la quarta ed ultima spedizione della Guerra di Canudos. A causa delle difficoltà incontrate dalla spedizione nella sua lotta contro i sostenitori di Antônio Conselheiro, e un'altra sconfitta per l'esercito repubblicano, il presidente decise di conferire pieni poteri al ministro della guerra per risolvere il conflitto. Il maresciallo Bittencourt decise di andare di persona sul campo delle operazioni, imbarcarsi per lo Stato di Bahia nel mese di agosto 1897, prendendo la residenza a Monte Santo, il centro nevralgico del paese. Dopo meno di due mesi dal suo arrivo a Monte Santo, l'esercito sconfisse la ribellione canudense.

### Crimini di guerra
Durante la Guerra di Canudos, Bittencourt fu responsabile dell'uccisione deliberata di centinaia di prigionieri di guerra, tra cui uomini, donne e bambini, soldati che si sono arresi sventolando una bandiera bianca.
Per la prima Convenzione dell'Aja del 1899, l'uccisione di prigionieri di guerra è stata riconosciuta a livello internazionale come un crimine di guerra.

## Morte
Tornato a Rio de Janeiro, il 5 novembre 1897, in compagnia del Presidente Prudente de Morais, durante una cerimonia di benvenuto per il ritorno delle truppe vittoriose di Canudos, quando improvvisamente, l'anspessade Marcelino Bispo de Melo, lasciò le file del battaglione di fanteria e sparò due colpi al capo dello stato, sfiorandolo. Il maresciallo Bittencourt, afferrò la pistola, ma l'assalitore reagì colpendo ripetutamente con un pugnale. Gravemente ferito, Bittencourt è morto per le ferite poco dopo.